# Kosiv
Kosiv (ukrajinsky Косів, rusky Косов – Kosov, polsky Kosów, rumunsky Cosău) je město v Ivanofrankivské oblasti na Ukrajině. Leží na jihozápadě státu na řece Rybnycja zhruba 73 kilometrů na jih od hlavního oblastního města Ivano-Frankivska.

## Dějiny
Od roku 1774 do roku 1918 byl Kosiv součástí Rakouska-Uherska, kde patřil do Haliče. Mezi světovými válkami byl součástí Druhé Polské republiky, kde patřil od roku 1921 do Stanisławowského vojvodství. Na začátku druhé světové války se stal součástí Sovětského svazu, nicméně byl následně v letech 1941–1944 obsazen Německem.